# Lưu Thành Quân
Lưu Thành Quân (tiếng Trung: 刘成军; sinh 1950) là Thượng tướng đã nghỉ hưu của Không quân Quân Giải phóng Nhân dân Trung Quốc (PLAAF). Ông từng giữ chức vụ Phó Tư lệnh Không quân Quân Giải phóng Nhân dân Trung Quốc và Viện trưởng Viện Hàn lâm Khoa học Quân sự Trung Quốc.

## Thân thế và binh nghiệp
Lưu Thành Quân sinh năm 1950 ở Thành Vũ, tỉnh Sơn Đông. Năm 1968, khi nhập ngũ, Lưu Thành Quân là chiến sĩ lực lượng pháo cao xạ lục quân. Sau đó, ông được tuyển chọn làm phi công, gia nhập Không quân Quân Giải phóng Nhân dân Trung Quốc (PLAAF).
Tháng 1 năm 1993, Lưu Thành Quân được bổ nhiệm làm Tư lệnh Quân đoàn 8 Không quân Quân Giải phóng Nhân dân Trung Quốc. Tháng 7 năm 1996, Lưu Thành Quân thụ phong quân hàm Thiếu tướng Không quân. Tháng 7 năm 2003, Lưu Thành Quân được điều động giữ chức Phó Tư lệnh Quân khu Nam Kinh kiêm Tư lệnh binh chủng Không quân Quân khu Nam Kinh.
Tháng 7 năm 2004, Lưu Thành Quân được phong quân hàm Trung tướng Không quân. Tháng 12 năm 2004, Lưu Thành Quân được bổ nhiệm giữ chức Phó Tư lệnh Không quân Quân Giải phóng Nhân dân Trung Quốc.
Tháng 9 năm 2007, Lưu Thành Quân được điều động giữ chức vụ Viện trưởng Viện Hàn lâm Khoa học Quân sự Trung Quốc, kế nhiệm Thượng tướng Trịnh Thân Hiệp. Tháng 10 năm 2007, tại Đại hội Đảng Cộng sản Trung Quốc lần thứ 17, Lưu Thành Quân được bầu làm Ủy viên Ban Chấp hành Trung ương Đảng Cộng sản Trung Quốc khóa XVII. Ngày 19 tháng 7 năm 2010, Lưu Thành Quân được phong quân hàm Thượng tướng Không quân.
Tháng 12 năm 2014, Lưu Thành Quân được miễn nhiệm chức vụ Viện trưởng Viện Hàn lâm Khoa học Quân sự, nghỉ công tác trong quân đội, thay thế ông là Cao Tân.
Ngày 28 tháng 2 năm 2015, Lưu Thành Quân được bầu Nhân đại toàn quốc Trung Quốc bầu giữ chức Phó Chủ nhiệm Ủy ban Y tế Văn hóa Khoa học và Giáo dục khóa XII, nhiệm kỳ 2013—2018.